# Joel Lebowitz

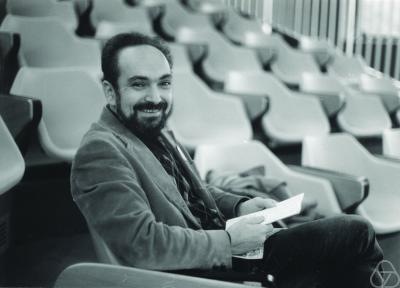
Joel Lebowitz (1975)

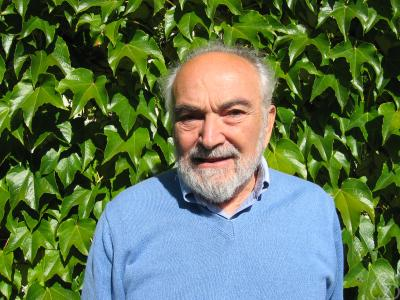
Joel Lebowitz (2004)

Joel Louis Lebowitz (* 10. Mai 1930 in Taceva, Tschechoslowakei) ist ein US-amerikanischer Physiker. Sein Forschungsgebiet ist die Statistische Physik.

## Leben
Lebowitz wurde im damals zu Tschechien gehörenden Taceva geboren. Im Zweiten Weltkrieg wurde er mit seiner Familie wegen seiner jüdischen Herkunft ins KZ Auschwitz-Birkenau deportiert, wo 1944 seine Eltern und Schwester starben. Joel überlebte und ging nach dem Krieg in die USA. Dort besuchte er eine jüdische Schule und studierte am Brooklyn College (1952 BS) und der Syracuse University (1955 MS). Seinen Ph. D. machte er 1956 bei Peter Bergmann. Als Postdoc arbeitete er zuerst zusammen mit Lars Onsager in Yale, dann ab 1957 am Stevens Institute of Technology in Hoboken. 1959 erhielt er eine Professur an der Yeshiva University. Seit 1977 gehört er der Rutgers University an.
Für seine Leistungen in der Physik erhielt Lebowitz 1992 die Boltzmann-Medaille der IUPAP, 1993 den Max-Planck-Forschungspreis (gemeinsam mit Herbert Spohn, Universität München), 2000 den Henri-Poincaré-Preis, 2001 den Volterra Award und 2007 die Max-Planck-Medaille der DPG. Für 2021 wurde ihm der Dannie-Heineman-Preis für mathematische Physik zugesprochen. 2022 wurde er mit der Dirac-Medaille (ICTP) ausgezeichnet.
Lebowitz engagiert sich auch aktiv für Menschenrechte. Unter anderem unterstützte er verfolgte Wissenschaftler in der Sowjetunion. Für dieses Engagement erhielt er 1994 die Nicholson Medal der American Physical Society. Für wissenschaftliche und humanitäre Leistungen wurde er 2014 mit der Grande médaille de l’Académie des sciences ausgezeichnet.
Weiterhin ist Lebowitz Mitglied der National Academy of Sciences und war zeitweise Präsident der New York Academy of Sciences. Er war 1975 einer der Gründer des Journal of Statistical Physics. Joel Lebowitz ist zusammen mit Cyril Domb Herausgeber der bekannten Buchreihe zu Phasenübergängen: Phase Transitions and Critical Phenomena. Er ist Fellow der American Mathematical Society. 1966 wurde er Fellow der American Physical Society.
Lebowitz heiratete am 21. Juni 1953 Estelle Mandelbaum († Dezember 1996) und am 3. Juni 1999 Ann Keay Beneduce.

## Werk
Lebowitz gilt als einer der einflussreichsten Forscher auf dem Gebiet der Statistischen Physik. Zu seinem Werk gehören Methoden zur Berechnung des thermodynamischen Limes von Vielteilchensystemen (insbesondere in Bezug auf Coulomb-Wechselwirkung) sowie Arbeiten über Phasenübergänge, die Ising- und Hubbard-Modelle, Nichtgleichgewichtsthermodynamik, Wärmeleitungsgleichungen und Hydrodynamik. Er war ein Pionier der Molekulardynamik in den 1960er Jahren, wobei er 1967 mit Loup Verlet und Jerome K. Percus zusammenarbeitete.